# Orthobelus truncaticornis
Orthobelus truncaticornis är en insektsart som beskrevs av Ramos 1979. Orthobelus truncaticornis ingår i släktet Orthobelus och familjen hornstritar. Inga underarter finns listade i Catalogue of Life.